# Bless the Child
«Bless the Child» (с англ. — «Благословите дитя») — второй сингл финской группы Nightwish с альбома Century Child. На сингл вошла как полная версия песни «Bless the Child», так и отредактированная, так называемая дорожка к клипу, которая короче на 2 минуты.

## Список композиций

### Spinefarm version
1. «Bless The Child» (edit)
2. «Bless The Child» (original)
3. «Lagoon»

### Drakkar Version
1. «Bless The Child»
2. «Lagoon»
3. «The Wayfarer»

### Limited Edition MCD (ограниченное издание)
1. «Bless The Child»
2. «The Wayfarer»
3. «Come Cover Me (live)»
4. «Dead Boy’s Poem (live)»
5. «Once Upon A Troubadour»
6. «A Return To The Sea»
7. «Sleepwalker (heavy version)»
8. «Nightquest»

## Участники
- Туомас Холопайнен — композитор, клавишные
- Эмппу Вуоринен — гитара
- Юкка Невалайнен — ударные
- Тарья Турунен — вокал
- Марко Хиетала — бас-гитара